# Amomum stenophyllum
Amomum stenophyllum är en enhjärtbladig växtart som beskrevs av Karl Moritz Schumann. Amomum stenophyllum ingår i släktet Amomum och familjen Zingiberaceae. Inga underarter finns listade i Catalogue of Life.